# بوب كلوزه
بوب كلوزه (بالإنجليزية: Bob Klose)‏ (و. 1945  م) هو مصور، وعازف قيثارة بريطاني، ولد في كامبريج، يستخدم آلات قيثارة.
.

## وصلات خارجية
- بوب كلوزه على موقع IMDb (الإنجليزية)
- بوب كلوزه على موقع ميوزك برينز (الإنجليزية)
- بوب كلوزه على موقع أول ميوزيك (الإنجليزية)
- بوب كلوزه على موقع ديسكوغز (الإنجليزية)
- بوب كلوزه على موقع قاعدة بيانات الفيلم (الإنجليزية)

- بوب كلوزه في قاعدة بيانات الأفلام على الإنترنت